# Coq et Poule dorés
Coq et Poule dorés (chinois : 金黄公鸡与母鸡) est une peinture réalisée durant la période Joseon, en Corée. Cette peinture, qui date des débuts du XIXe siècle, a été réalisée par un artiste inconnu. La peinture elle-même mesure environ 114,3 cm de hauteur sur 45,7 cm de largeur. Avec ses éléments décoratifs, cette peinture mesure au total 200,7 cm de hauteur et 62,9 cm de largeur. Elle combine les deux thèmes artistiques principaux de la peinture coréenne, les oiseaux et les fleurs, ainsi que des dix symboles traditionnels de longévité. Dans la scène centrale figurent un coq et une poule perchés sur un arbre et un rocher, respectivement. Cela symbolise la fortune et l'avenir. Actuellement, le tableau est exposé au Metropolitan Museum of Art, à New York aux États-Unis.

## Contexte
Dans la culture chinoise traditionnelle, le coq tient une place importante. Les anciens Chinois voient dans le coq une sorte d'animal moral, doté d'excellentes qualités. Cet aspect s'est diffusé aux pays asiatiques voisins. Durant la période Joseon, sur la péninsule de Corée, des créatures de bon augure telles que le tigre, le dragon, la grue et les cerfs étaient représentés dans une série d'œuvres d'art témoignant de l'importance et de l'universalité de ces créatures dans l'Art et la culture en Corée. La peinture Coq et Poules dorés a été créée au début du XIXe siècle de notre ère, sur la Péninsule de Corée, durant la période de la dynastie Joseon. En raison d'un manque de documentation, l'artiste et la date de création de la peinture ne sont pas connus. 

## Description
La peinture est sur rouleau horizontal, à l'encre et en couleurs sur papier. Elle eprésente, en son centre, un coq et une poule respectivement perchés sur un arbre et un rocher. Elle se compose également des dix symboles de longévité que sont le soleil, les montagnes, les rochers, les nuages, les pins, les tortues, les grues, les cerfs et les champignons. L'oeuvre elle-même mesure 114,3 cm de hauteur sur 45,7 cm de largeur. Avec ses éléments décoratifs, la peinture mesure au complet 200,7 cm de hauteur et 62,9 cm de largeur.

## Parcours du tableau
En 1919, cette peinture a été donnée au Metropolitan Museum of Art, à New York par la Rogers Fondation. Entre 1984 et 2015, cette peinture a été prêtée sept fois à New York, la Nouvelle-Orléans, Honolulu, San Francisco, Tulsa et Los Angeles.